# Rowley Shoals Marine Park
Rowley Shoals Marine Park är en park i Australien. Den ligger i delstaten Western Australia, omkring 1 600 kilometer norr om delstatshuvudstaden Perth.
Trakten är glest befolkad. Det finns inga samhällen i närheten.